# Chen Peina
Pour les articles homonymes, voir Chen.
Chen Peina est une véliplanchiste chinoise née le 19 juin 1989. Elle a remporté la médaille d'argent du RS:X féminin aux Jeux olympiques d'été de 2016 à Rio de Janeiro.